# Chemistry
Chemistry treći je studijski album britanskog ženskog pop sastava Girls Aloud, kojega je 5. prosinca 2005. godine u Velikoj Britaniji izdala diskografska kuća Polydor Records.  Čitav album producirao je Brian Higgins i njegov produkcijski tim Xenomania. S albuma su izdana četiri singla "Long Hot Summer", "Biology", "See the Day" i "Whole Lotta History". U Velikoj Britaniji i Irskoj album je nagrađen platinastom certifikacijom, a prodan je u više od 390.000 primjeraka.

## Singlovi
Prvi singl s albuma bio je "Long Hot Summer", izdan je kolovoza 2005. godine. Pjesma je dobila negativne kritike od glazbenih kritičara, a singl je dospio na sedmo mjesto UK Singles Chart top ljestvice. Sljedeći singl s albuma bio je "Biology", dospio je na četvrto mjesto top ljestvice singlova. Treći singl bio je "See the Day", obrada pjesme Dee C. Lee, koji je dospio na deveto mjesto top ljestvice, što je do tada bila najslabije mjesto sastava. Posljednji singl s albuma bio je "Whole Lotta History", izdan je ožujka 2006. godine i dospio je ne šesto mjesto UK Singles Chart top ljestvice.

## Komercijalni uspjeh
"Chemistry" bio je prvi album sastava koji je nije uspio ući u top deset, debitirao je na jedanaestom mjestu UK Albums Chart prodavši 81.962 primjerka. Kasnije je album nagrađen platinastom certifikacijom. 

## Popis pjesama
| Br. | Skladba                | Trajanje |
| --- | ---------------------- | -------- |
| 1.  | »Intro«                | 0:42     |
| 2.  | »Models«               | 3:28     |
| 3.  | »Biology«              | 3:35     |
| 4.  | »Wild Horses«          | 3:23     |
| 5.  | »See the Day«          | 4:04     |
| 6.  | »Watch Me Go«          | 4:05     |
| 7.  | »Waiting«              | 4:13     |
| 8.  | »Whole Lotta History«  | 3:47     |
| 9.  | »Long Hot Summer«      | 3:52     |
| 10. | »Swinging London Town« | 4:02     |
| 11. | »It's Magic«           | 3:22     |

## Top ljestvice
| Top ljestvice (2005.)       | Pozicija |
| --------------------------- | -------- |
| UK Albums Chart             | 11       |
| Irish Albums Chart          | 31       |
| European Albums Chart       | 14       |
| ARIA Hitseekers Album Chart | 12       |